# Conrad de Buisseret

Conrad de Buisseret
(Harris & Ewing Collection)

Conrad de Buisseret Steenbecque de Blarenghien (Elsene, 14 maart 1865 - Gent, 3 februari 1927) was een Belgisch diplomaat.

## Levensloop
Hij was de enige van de twee zoons van Maurice de Buisseret die voor afstammelingen zorgde. Hij bracht zijn jeugd door op het aan zijn ouders toebehorende kasteel Ter Meeren in Breendonk en kreeg er privéles. De laatste humaniorajaren volgde hij in het Collège Saint-Michel in Brussel, waarna hij rechten studeerde in Namen en in Leuven. 
Hij trouwde in 1896 in West Point (New York) met de generaalsdochter Caroline Story (1870-1914), met wie hij vijf zoons en een dochter had. Hij hertrouwde in 1917 in Neuilly-sur-Seine met Lydia Sokol (1890-1968), een ballerina uit het Bolchoïtheater, en had met haar nog een dochter. 
De Buisseret had een gevarieerde loopbaan binnen de Belgische diplomatie:
- 1886: bij de ambassade in Berlijn.
- 1888: bij de ambassade in Belgrado.
- 1890: bij de ambassade in Boekarest.
- 1892: bij de ambassade in Wenen.
- 1892-1893: tijdelijk hoofd van de ambassade in Rio de Janeiro.
- 1894: ambassadesecretaris in Rio de Janeiro.
- 1896: ambassaderaad in Istanboel.
- 1898: ambassaderaad in Wenen.
- 1902: minister-resident in Rabat.
- 1906: Belgisch vertegenwoordiger op de Internationale conventie te Algeciras.
- 1907: gevolmachtigd minister in Washington.
- 1911: gevolmachtigd minister in Sint-Petersburg.
- 1914: zijn verlof in Breendonk werd onderbroken en hij moest dringend weer naar Rusland. Het kasteel Ter Meeren werd door Belgische troepen gedynamiteerd.
- 1917: op non-actief geplaatst en in Sint-Petersburg opgevolgd door Jules Destrée.

In 1900 werd hem de titel graaf toegekend ten persoonlijke titel.
De oudste zoon van Conrad, Jean-Gaston de Buisseret (1897-1965), trouwde in 1960 met Anna Van Nuffel. Ze hadden een dochter.
Zijn derde zoon, Michel de Buisseret (1901-1967), trouwde in Elsene in 1965 met Virgina Cock (1891-1976). In 1966 adopteerde hij twee neven, Raoul en Olivier de Betzenbroeck, die sindsdien de naam de Buisseret de Steenbecque de Blarengien dragen.
De families de Buisseret Steenbecque de Blarenghien zijn in 1967 uitgedoofd in de mannelijke lijnen.

## Publicaties door Conrad de Buisseret
- Paysages étrangers, 1893.
- Washington en 1895, in: Revue Générale de Belgique, 1895.
- Le championnat de la boxe aux États-Unis, in: idem, 1896.
- Gens et choses d'Amérique, in: Idem, 1899.
- L'utilité d'une marine de l'état de Belgique, in: Idem, 1906.
- A la cour de Fez. La mission belge de 1904, Brussel, 1907.